# Silas Duncan
Silas M. Duncan (1788 - 14 de setembro de 1834) foi um oficial da Marinha dos Estados Unidos
Em 1831 destruiu as instalações em Puerto Soledad, nas Ilhas Malvinas] e fez prisioneiros após a apreensão de três baleeiros norte-americanos, os prisioneiros foram posteriormente entregues ao governo da Argentina.